# Thomas John Watson
Thomas John Watson Sr. (17 de febrero de 1874 - 19 de junio de 1956) fue un empresario estadounidense, presidente y director ejecutivo de IBM. Supervisó el crecimiento de la compañía hasta convertirla en una potencia internacional de 1914 a 1956. A partir de su formación con John Henry Patterson en NCR, desarrolló el estilo de gestión y la cultura corporativa de IBM. Convirtió la compañía en una organización de ventas altamente efectiva, basada principalmente en el negocio de las máquinas tabuladoras que funcionaban con tarjetas perforadas.
Autorizó el suministro de equipos de procesamiento de datos al régimen de Hitler, e involucró a IBM en la cooperación con la Alemania nazi durante la década de 1930 y hasta el final de la Segunda Guerra Mundial, beneficiándose de los esfuerzos bélicos alemanes y estadounidenses. Como destacado industrial autodidacta, llegó a ser uno de los hombres más ricos de su época cuando falleció en 1956.

## Primeros años y carrera
Thomas J. Watson nació en Campbell (Nueva York), en la región del Southern Tier, siendo el quinto hijo y único varón de Thomas y Jane Fulton White Watson. Sus cuatro hermanas mayores eran Jennie, Effie, Loua y Emma. Su padre era agricultor y tenía un modesto negocio de madera para la construcción ubicado cerca de Painted Post, a pocos kilómetros al oeste de Corning. Thomas trabajó en la granja familiar en East Campbell y asistió a la Escuela del Distrito Número Cinco a finales de la década de 1870. Al entrar en la adolescencia, Watson asistió a la Academia Addison en la cercana localidad de Addison.
Tras renunciar a su primer trabajo en la docencia tras tan solo un día, cursó un año de contabilidad y negocios en la Escuela de Comercio Miller en Elmira (Nueva York). Dejó la escuela en 1891 y aceptó un trabajo con un sueldo de 6 dólares a la semana como contable en el Mercado de Clarence Risley, en Painted Post. Un año después, se unió a George Cornwell, un vendedor ambulante, vendiendo órganos y pianos por las granjas para la ferretería local de William Bronson. Cuando Cornwell dejó el negocio, Watson continuó solo, ganando 10 dólares a la semana. Después de dos años llevando esta vida, se dio cuenta de que podría ganar 70 dólares semanales si trabajara a comisión, y su indignación al descubrir este hecho fue tal que renunció a su trabajo, y se alejó de su entorno familiar para trasladarse a la mediana metrópolis de Buffalo.
Watson pasó un breve período vendiendo máquinas de coser para Wheeler y Wilson. Según la autobiografía de su hijo Thomas J. Watson, Jr.:
 Un día, mi padre entró en una cantina de carretera para celebrar una venta y bebió demasiado. Cuando el bar cerró, descubrió que le habían robado todo su equipo (el caballo, la carreta y las muestras). Wheeler y Wilson lo despidieron, y le reclamaron la deuda por los objetos perdidos. Por supuesto, se corrió la voz, y a papá le llevó más de un año encontrar otro trabajo estable.
Muy posiblemente a raíz de este hecho, posteriormente impondría normas estrictas en IBM contra el consumo de alcohol, incluso fuera del trabajo. Según Tom Jr.:
 Esta anécdota nunca llegó a la historia de IBM, lo cual es una lástima, porque habría ayudado a papá a explicar a decenas de miles de personas por qué tenían que seguir sus reglas.
El siguiente trabajo de Watson fue vender acciones de la Buffalo Building and Loan Company para un mercachifle llamado C. B. Barron, un empresario conocido por su conducta deshonrosa, que Watson deploraba. Barron se fugó con la comisión y los fondos del préstamo. Después, Watson abrió una carnicería en Buffalo, que pronto quebró, dejando a Watson sin dinero, sin inversión y sin trabajo.

## NCR
Watson tenía una caja registradora NCR recién adquirida en su carnicería, por la que tuvo que gestionar la transferencia de los pagos a plazos al nuevo propietario. En una visita a NCR, conoció al gerente de la sucursal de Buffalo, John J. Range, y le propuso trabajar para él. Decidido a unirse a la compañía, contactó repetidamente con Range hasta que, tras varios intentos fallidos, finalmente fue contratado en noviembre de 1896 como aprendiz de ventas.
Liderada por John Patterson, NCR era entonces una de las principales organizaciones de ventas, y Range se convirtió prácticamente en una figura paterna para Watson, un modelo a seguir por su estilo de ventas y gestión. Bajo la dirección de Range, Watson se convirtió en el vendedor más exitoso de la región este, ganando 100 dólares semanales. En una entrevista de 1952, Watson afirmó haber aprendido más de Range que de nadie. Cuatro años más tarde, NCR asignó a Watson la dirección de la agencia de la compañía en Rochester (Nueva York), que se encontraba en crisis. Como agente, recibía una comisión del 35% y reportaba directamente a Hugh Chalmers, el segundo al mando de NCR. En cuatro años, Watson convirtió Rochester en un monopolio de NCR mediante la técnica de sacar del mercado a su principal competidor, Hallwood, recurriendo en ocasiones al sabotaje de sus máquinas. Como recompensa, fue trasladado a la sede central de NCR en Dayton (Ohio).
En 1912, la compañía fue declarada culpable de violar la Ley Sherman Antitrust. Patterson, Watson y otros 26 ejecutivos y gerentes de NCR fueron condenados por prácticas de venta anticompetitivas ilegales, siendo sentenciados a un año de prisión. Sus condenas fueron impopulares entre el público, debido a los esfuerzos de Patterson y de Watson por ayudar a los afectados por la gran riada de Dayton de 1913, pero los intentos de obtener el indulto del presidente Woodrow Wilson fueron infructuosos. Sin embargo, sus condenas fueron revocadas en apelación en 1915, argumentando que no se habían admitido importantes pruebas de la defensa.

## Director de IBM

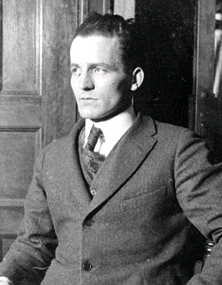
Watson en 1917

Charles Ranlett Flint, quien había diseñado una fusión empresarial (mediante la adquisición de acciones) para formar la Computing-Tabulating-Recording Company (CTR), tuvo dificultades para administrar las cinco compañías. Contrató a Watson como gerente general el 1 de mayo de 1914, cuando las cinco compañías tenían alrededor de 1.300 empleados. Once meses después, Watson fue nombrado presidente cuando se resolvieron los casos judiciales relacionados con su etapa en NCR. En cuatro años, los ingresos se habían duplicado a 9 millones de dólares. En 1924, cambió el nombre de CTR a International Business Machines (IBM). Watson convirtió a la firma en una compañía tan dominante que el gobierno federal presentó una demanda civil antimonopolio en su contra en 1952. IBM poseía y alquilaba a sus clientes más del 90 por ciento de todas las máquinas tabuladoras en los Estados Unidos en ese momento. Cuando Watson murió en 1956, los ingresos de IBM eran de 897 millones de dólares y la empresa contaba con 72.500 empleados.
En su vida, Watson mantuvo un profundo interés por las relaciones internacionales, tanto desde una perspectiva diplomática como empresarial. Fue conocido como embajador no oficial del presidente estadounidense Franklin D. Roosevelt en Nueva York y solía recibir a estadistas extranjeros. En 1937, fue elegido presidente de la Cámara de Comercio Internacional (ICC) y, en el congreso bienal de ese año en Berlín, declaró que el discurso principal de la conferencia sería "Paz mundial a través del comercio mundial". Esta frase se convirtió en el lema tanto de la ICC como de IBM.

### Relaciones con la Alemania nazi
En 1937, como presidente de la Cámara de Comercio Internacional, Watson conoció a Adolf Hitler. Durante la década de 1930, la filial alemana de IBM fue su operación extranjera más rentable. Un libro de 2001 de Edwin Black, "IBM and the Holocaust", afirma que la búsqueda de beneficios de Watson lo llevó a aprobar personalmente y liderar la relación tecnológica estratégica de IBM con la Alemania nazi. Describe cómo IBM proporcionó el equipo de tabulación que Hitler utilizó para eliminar a los judíos. Sus máquinas de tarjetas perforadas Hollerith se encuentran actualmente en el Museo del Holocausto. El libro describe las tarjetas perforadas de IBM como "una tarjeta con agujeros estandarizados", cada uno representando un rasgo diferente del individuo. La tarjeta se introducía en un "lector" y se clasificaba. Las tarjetas perforadas identificaban a los judíos por su nombre. Cada una servía como "un código de barras del siglo XX para seres humanos". En particular, los críticos señalan la medalla del Orden del Águila Alemana que Watson recibió en la reunión de la CCI en Berlín en 1937 como prueba de que se le honraba por la ayuda que la filial alemana de IBM, Dehomag (Deutsche Hollerith-Maschinen Gesellschaft mbH), y sus máquinas de tarjetas perforadas, brindaron al régimen nazi, en particular en la tabulación de los datos del censo (que incluían la ubicación de los judíos). Otro estudio sostiene que Watson creía, quizás ingenuamente, que la medalla era un reconocimiento a sus años de labor en favor del comercio global y la paz internacional.
Debido a su profunda preocupación por el asunto, Watson quiso devolver su mención alemana poco después de recibirla. Cuando el Secretario de Estado Cordell Hull le desaconsejó esa medida, desistió de la idea hasta la primavera de 1940. Posteriormente, rechazó el consejo de Hull y Watson devolvió la medalla en junio de 1940. La dirección de Dehomag desaprobó la acción de Watson y consideró independizarse de IBM. Esto ocurrió cuando Alemania declaró la guerra a Estados Unidos en diciembre de 1941, y los accionistas alemanes asumieron la custodia de las operaciones de Dehomag. Sin embargo, durante la Segunda Guerra Mundial, las filiales de IBM en la Europa ocupada nunca interrumpieron el suministro de tarjetas perforadas a Dehomag, y los documentos descubiertos muestran que los altos ejecutivos de la sede mundial de IBM en Nueva York se esforzaron por mantener la autoridad legal sobre las operaciones y los activos de Dehomag mediante la intervención personal de los directivos de IBM en Suiza, dirigida a través de comunicaciones personales y cartas privadas, lo que confirma los estrechos vínculos entre la sede de la compañía y sus filiales durante la guerra.

### Relaciones con Estados Unidos
Durante este mismo período, IBM se involucró más activamente en el esfuerzo bélico de estadounidense, centrándose en la producción de grandes cantidades de equipos de procesamiento de datos para el ejército y experimentando con computadoras analógicas. Watson padre también desarrolló la "doctrina del 1 %" para las ganancias de guerra, que establecía que IBM no recibiría más del 1 % de las ganancias de la venta de equipo militar al gobierno estadounidense. Watson fue uno de los pocos directores ejecutivos que desarrolló dicha política.
En 1941, recibió el tercer salario y un paquete de compensación más alto de Estados Unidos (517.221 dólares), sobre los que pagó el 69 % en impuestos.
Watson tenía un interés personal en el progreso de la guerra. Su hijo mayor, Thomas J. Watson Jr., se unió al Cuerpo Aéreo del Ejército de los Estados Unidos y se convirtió en piloto de bombarderos. Pronto fue elegido personalmente para convertirse en asistente y piloto personal del general Follet Bradley, quien estaba a cargo de todo el equipo de la Ley de Préstamo y Arriendo de los suministros a la Unión Soviética desde Estados Unidos. El hijo menor de Watson Sr., Arthur K. Watson, también se unió al ejército durante el conflicto.

### Después de la Segunda Guerra Mundial

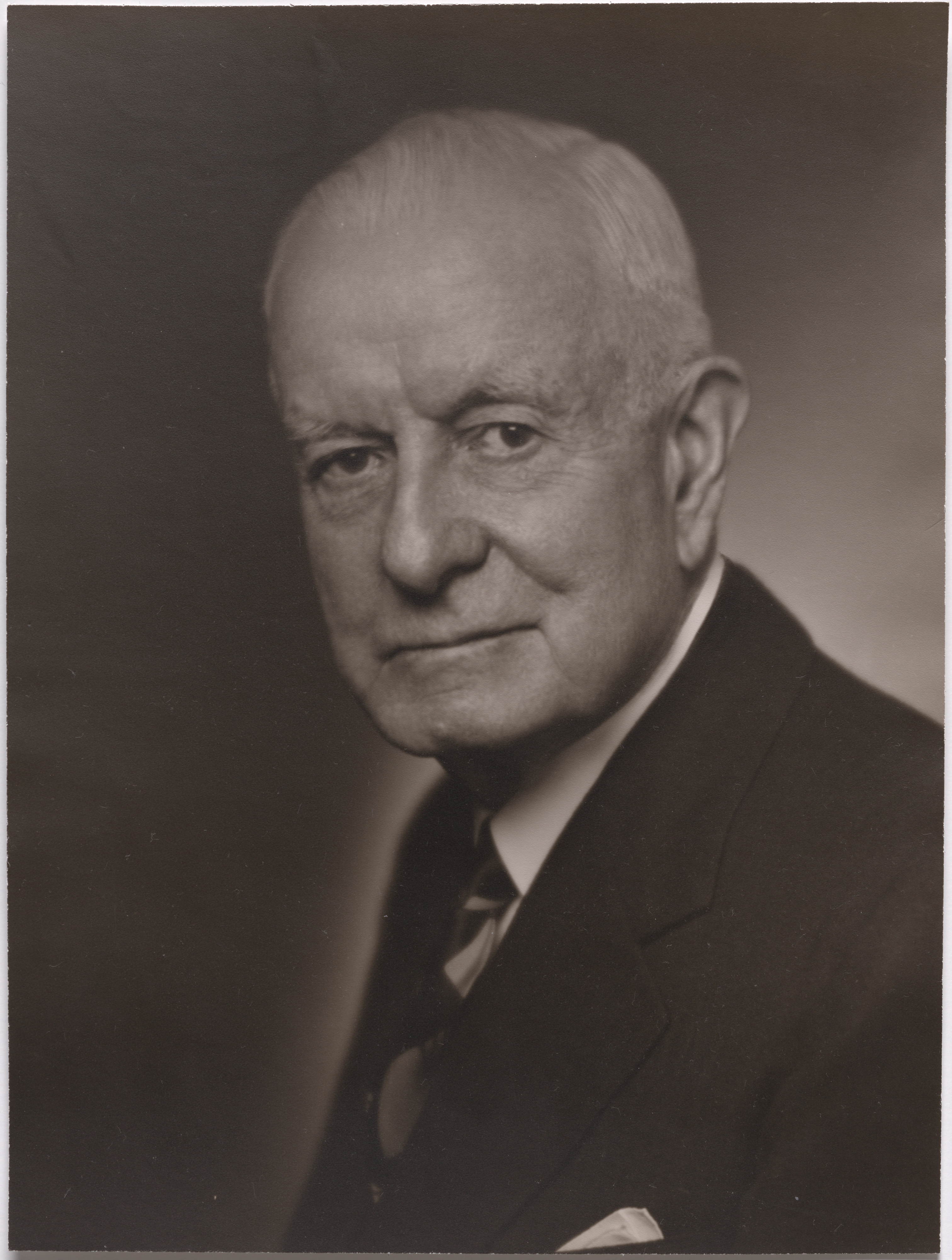
Watson en 1950

Watson colaboró con líderes locales para crear una universidad en la zona de Binghamton, donde se fundó IBM y la firma tenía importantes plantas de producción. En 1946, la empresa proporcionó terrenos y financiación para el Triple Cities College, una extensión de la Universidad de Siracusa. Posteriormente se conoció como Harpur College y finalmente evolucionó a la Universidad de Binghamton.
Después de la Segunda Guerra Mundial, Watson comenzó a trabajar para ampliar la influencia de IBM en el extranjero y, en 1949, creó IBM World Trade Corporation para supervisar los negocios internacionales de IBM.
Watson se jubiló en mayo de 1956 y su hijo mayor, Thomas J. Watson, Jr., asumió el cargo de director ejecutivo de IBM. Watson Sr. falleció el 19 de junio de 1956 en Manhattan y fue enterrado en el Cementerio de Sleepy Hollow en Sleepy Hollow (Nueva York).

## Vida personal
Watson se casó con Jeanette Kittredge, miembro de una prominente familia ferroviaria de Dayton (Ohio), el 17 de abril de 1913. Tuvieron dos hijos y dos hijas.
1. Thomas J. Watson, Jr. sucedió a su padre como presidente de IBM y posteriormente fue embajador ante la Unión Soviética bajo el mandato de Jimmy Carter.
2. Jeanette Watson Irwin se casó con el empresario John N. Irwin II, quien posteriormente fue embajador en Francia.
3. Helen Watson Buckner se convirtió en una importante promotora de actividades filantrópicas en la ciudad de Nueva York.
4. Arthur K. Watson fue presidente de IBM World Trade Corporation y posteriormente, embajador en Francia.

Como demócrata (tras su acusación penal por parte de la administración de Taft), Watson fue un ferviente partidario de Franklin D. Roosevelt. Fue uno de los empresarios más destacados del Partido Demócrata, y se le consideraba el mayor defensor de Roosevelt entre la comunidad empresarial.

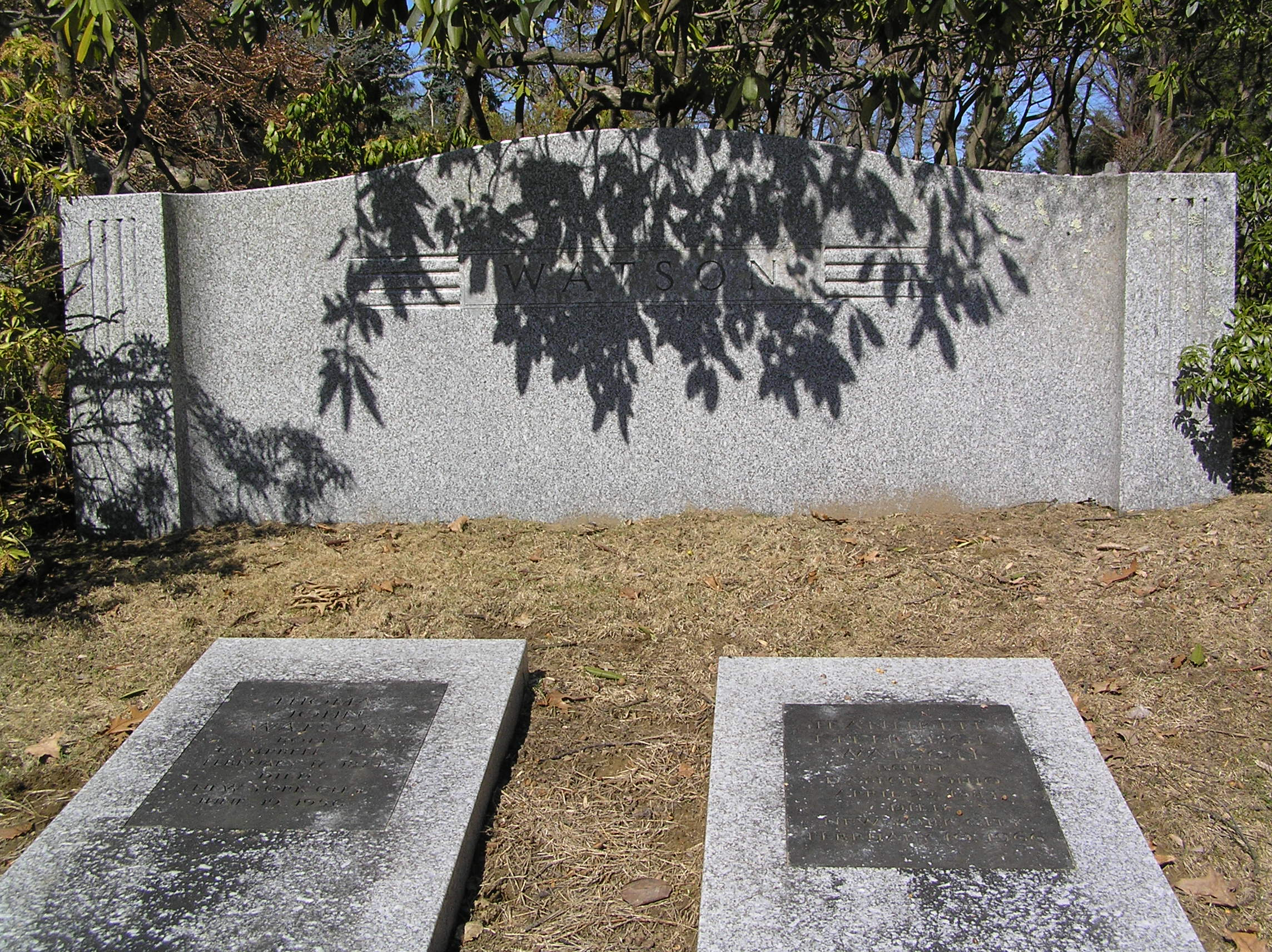
Sepultura de Thomas J. Watson Sr.

Watson fue un influyente fideicomisario de la Universidad de Columbia desde el 6 de junio de 1933 hasta su muerte. Impulsó la elección de Dwight D. Eisenhower como su presidente y desempeñó un papel fundamental en convencer a Eisenhower para que se convirtiera en rector de la universidad. Además, fue fideicomisario del Colegio Lafayette, y dio nombre al Watson Hall, una residencia universitaria.
En 1936, la Corte Suprema de Estados Unidos confirmó la decisión de un tribunal inferior que establecía que IBM, junto con Remington Rand, debía cesar su práctica de exigir a sus clientes que compraran sus tarjetas perforadas solo a ellos. El fallo tuvo poca repercusión, ya que IBM era el único proveedor eficaz del mercado y las ganancias se mantuvieron intactas.
En 1937, Watson recibió la Orden del Águila Alemana de manos de Adolf Hitler. Watson también fue presidente de la Cámara de Comercio Internacional en 1937; la medalla se entregó durante la reunión de la ICC en Alemania ese año.
En 1939, recibió un doctorado honoris causa en Ciencias Comerciales de la Universidad Oglethorpe.
En la década de 1940, Watson formó parte de la junta ejecutiva nacional de los Boy Scouts de América y sirvió durante un tiempo como comisionado internacional de los Scouts. E. Urner Goodman relata que, ya mayor, Watson asistió a una reunión internacional de comisionados Scouts en Suiza, donde el fundador de IBM pidió no ser relegado a un segundo plano. Antes de que terminara la conferencia, Goodman relata que Watson «...estaba sentado junto a la fogata, con el uniforme de Scout, charlando como los demás». Recibió el Premio Búfalo de Plata en 1944. Su hijo, Thomas Jr., sirvió posteriormente como presidente nacional de los Boy Scouts de 1964 a 1968. También fue incluido en el Salón de la Fama del Condado de Steuben (Nueva York). En su vida, Watson continuó siendo propietario y disfrutando de la granja familiar donde nació. En 1955, él y su esposa donaron el edificio, junto con un millón de dólares, a la Iglesia Metodista para que se utilizara como centro de retiros y conferencias, y lo llamarían Watson Homestead en memoria de sus padres. La propiedad se independizó de la iglesia en 1995, y continúa funcionando como centro de conferencias y retiros. La escuela de una sola aula a la que Watson asistió de niño aún se conserva.
Presidió el comité del centenario del Colegio Elmira, y en 1955 donó el Watson Hall, un edificio académico dedicado principalmente a la música y las matemáticas. También fue miembro tanto de la Academia Estadounidense de las Artes y las Ciencias (1960) como de la American Philosophical Society (1984).
Fue admitido póstumamente en elJunior Achievement International del Salón de la Fama Estadounidense de los Negocios en 1990.

## Atribución incorrecta de una frase famosa
Aunque Watson es bien conocido por su supuesta declaración de 1943:
«Creo que hay un mercado mundial para quizás cinco computadoras»
hay escasas pruebas de que la hubiera pronunciado. El escritor Kevin Maney intentó encontrar el origen de la cita, pero no ha podido localizar ningún discurso o documento de Watson que la contenga, ni las palabras aparecen en ningún artículo contemporáneo sobre IBM.
Una de las primeras atribuciones se encuentra en la revista alemana "Der Spiegel" del 22 de mayo de 1965, donde se afirma que el director de IBM, Thomas Watson, inicialmente no se había interesado por las nuevas máquinas, y que cuando aparecieron los primeros gigantes del cálculo comercial a principios de la década de 1950, llenando plantas enteras con miles de tubos de vacío generadores de calor, estimó que la demanda de la economía estadounidense sería de un máximo de cinco.
Atribuciones posteriores se pueden encontrar en "The Experts Speak", un libro escrito por Christopher Cerf y por Victor S. Navasky en 1984. Cerf y Navasky citan un libro escrito por Morgan y Langford, "Facts and Fallacies". Otra fuente temprana de artículos (15 de mayo de 1985) es una columna de Neil Morgan, un escritor del San Diego Evening Tribune que escribió: "Forrest Shumway, presidente de The Signal Cos., no hace predicciones. Su modelo a seguir es Tom Watson, entonces presidente de IBM, quien dijo en 1958: 'Creo que hay un mercado mundial para unas cinco computadoras. La cita más antigua conocida en Internet es de 1986 en Usenet, y aparece en la firma de un cartel de Convex Computer Corporation como Creo que existe un mercado mundial para unas cinco computadoras; Comentario atribuido a Thomas J. Watson (presidente de la junta directiva de International Business Machines), 1943.
Eric Weiss, editor de los «Anales de la Historia de la Computación», cuestiona todas estas citas tempranas en cartas a la ACS en 1985.
Existen versiones documentadas de citas similares de otras personas en los inicios de la historia de la computadora. En 1946, Sir Charles Darwin (nieto del famoso naturalista), director del NPL (Laboratorio Nacional de Física) de Gran Bretaña, donde se realizaban investigaciones sobre computadoras, escribió:
 Es muy posible que... una máquina baste para resolver todos los problemas que se le exijan en todo el país.
En 1985, la historia se debatió en Usenet (en net.misc), sin mencionar a Watson. La discusión original no se ha conservado, pero sí una explicación que atribuye una cita muy similar al matemático de Cambridge, el profesor Douglas Hartree, alrededor de 1951:
Visité al profesor Douglas Hartree, quien había construido los primeros analizadores diferenciales en Inglaterra y tenía más experiencia que nadie en el uso de estas computadoras tan especializadas. Me comentó que, en su opinión, todos los cálculos que se necesitarían en este país podrían realizarse en las tres computadoras digitales que se estaban construyendo entonces: una en Cambridge, otra en Teddington y otra en Mánchester. Nadie más, dijo, necesitaría máquinas propias ni podría permitirse comprarlas.
Howard H. Aiken hizo una declaración similar en 1952:
 Originalmente se pensaba que si hubiera media docena de computadoras grandes en este país, ocultas en laboratorios de investigación, esto cubriría todas las necesidades que teníamos en todo el país.
La historia ya se había descrito como un mito en 1973. Así, The Economist citó a un tal Sr. Maney que "reveló que Watson nunca hizo su frecuentemente citada predicción de que existía un mercado mundial para quizás cinco computadoras".
Dado que la atribución suele utilizarse para demostrar la falacia de las predicciones, si Watson hubiera hecho tal predicción en 1943, entonces, como señaló C. Gordon Bell en su discurso inaugural con motivo de la celebración del 50 aniversario de la ACM, se habría mantenido cierta durante unos diez años.
Los archivos de IBM de Preguntas Frecuentes mencionan una pregunta sobre si Watson dijo en la década de 1950 que preveía un potencial de mercado para solo cinco computadoras electrónicas. El documento dice que no, pero cita a su hijo y entonces presidente de IBM, Thomas J. Watson Jr., en la junta anual de accionistas de IBM, el 28 de abril de 1953, hablando sobre la Máquina de Procesamiento Electrónico de Datos IBM 701, a la que identifica como "la primera computadora de producción de la compañía diseñada para cálculos científicos". Dijo que "IBM había desarrollado un documento para planificar una máquina así y llevamos este plan por todo el país a unas 20 empresas que creíamos que podrían necesitarla. Cabe mencionar que el alquiler de la máquina oscilaba entre 12.000 y 18.000 dólares al mes, por lo que no era algo que se pudiera vender en cualquier lugar. Pero, como resultado de nuestro viaje, en el que esperábamos recibir pedidos de cinco máquinas, regresamos con pedidos de 18. Watson Jr. posteriormente dio una versión ligeramente diferente de la historia en su autobiografía, donde afirmó que el muestreo inicial del mercado indicó 11 compradores firmes y 10 pedidos potenciales más.

## Lema famoso
"THINK": Watson comenzó a usar el lema "THINK" para motivar o inspirar al personal mientras estaba en NCR, y continuó usándolo en CTR. La primera marca registrada de International Business Machines en EE. UU. fue para el nombre "THINK", presentada como marca registrada el 6 de junio de 1935, con la descripción "publicaciones periódicas". Esta marca se presentó catorce años antes de que la compañía solicitara una marca registrada en Estados Unidos para el nombre IBM. Un artículo biográfico de 1940 señalaba: "Esta palabra está en la pared más visible de cada habitación en cada edificio de IBM. Cada empleado lleva un cuaderno THINK para anotar sus inspiraciones". El material de oficina de la empresa, las cerillas, los blocs de notas, todo lleva la inscripción PIENSA. Se distribuye una revista mensual llamada 'Think' a los empleados. THINK sigue formando parte de la cultura corporativa de IBM, y fue la inspiración detrás del nombre de la exitosa línea de ordenadores portátiles de IBM, los IBM ThinkPad. En 2007, IBM Mid America Employees Federal Credit Union cambió su nombre a Think Mutual Bank.